# Surahammars Bruk

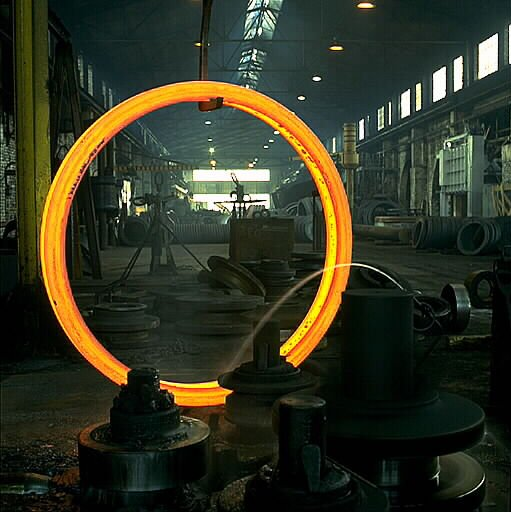
Tillverkning av järnvägshjul vid Surahammars Bruk 1967

Surahammars Bruks AB är en ståltillverkare i Surahammar, Västmanland.

## Historia
Surahammars bruk har anor tillbaka till 1500-talet, då man anlade en kronohammare vid Kolbäcksån. Bruksegendomens huvudbyggnad på en holme i ån, är slottslik med en originell yttre stil. Ännu i slutet av 1600-talet bestod bruket endast av en mindre smedja.
Bruket övertogs år 1726 av Sofia Christina Lilliestierna, som skötte det fram till 1744. Under denna tid utvecklades det då obetydliga bruket till ett storföretag med gott renommé. Lilliestierna höjde kvaliteten på brukets järn, vilket var orsaken till att den järnstämpel hon introducerade (SCR, där R stod för hennes före detta make, Palamedes Rigeman), behölls även efter hennes tid. På 1700-talet var bruket en tid förenat med Skultuna bruk; båda bruken arrenderades 1773-1779 av Margaretha Plomgren. År 1845 inköptes bruket av Stockholmsborgaren guldsmeden Adolf Zethelius, och från hans och hans son Erik Wilhelm Zethelius tid (de ägde även Nyby bruk). År 1872 övertogs egendomen av Surahammars Bruks AB och därefter utvecklades verksamheten avsevärt, i synnerhet under disponent Peter Peterssons ledning 1883-1908.
Surahammars Bruks AB grundade 1891 verkstadsföretaget VABIS (senare AB Scania-Vabis) med verkstäder i Södertälje. År 1905 övertog Surahammars bruk Svanå bruk. År 1916 övertogs nästan alla bolagets aktier av ASEA.

## Verksamhet idag
Surahammars Bruks AB har som huvudprodukt elektroplåt och är Skandinaviens enda tillverkare av detta med en årsproduktion på 70 000 ton. Sura har 125 anställda och omsätter omkring 650 miljoner kronor . Företaget är en del av Tata Steel.